# منم همینطورم
«منم همینطورم» تک‌آهنگی از هنرمند اهل ایالات متحده آمریکا آوا مکس است.